# 11326 Ladislavschmied
11326 Ladislavschmied (1995 SL) là một tiểu hành tinh vành đai chính được phát hiện ngày 17 tháng 9 năm 1995 bởi L. Šarounová ở Ondřejov.